# Camp de futbol
El camp de futbol és la superfície de joc on es practica el futbol. Pot ser de gespa natural, que és el més utilitzat, o artificial, que s'assembla molt a la gespa natural però és feta amb materials sintètics.

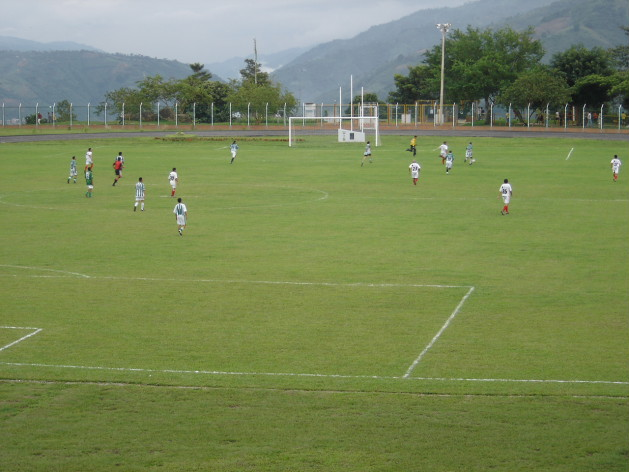
Camp de futbol

## Mesures

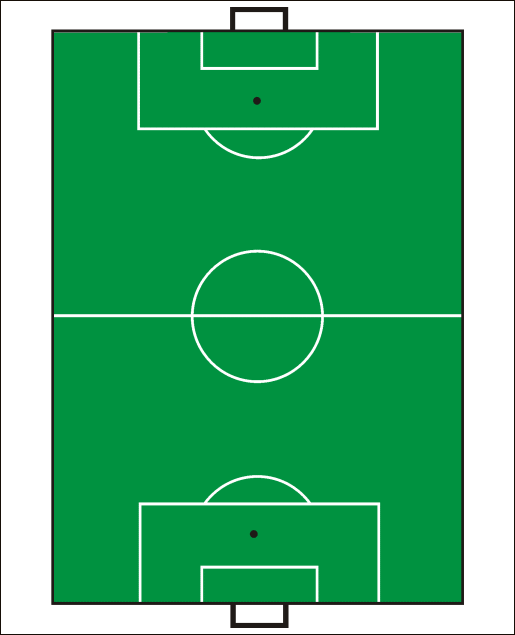
Dibuix d'un camp

La forma del camp serà obligatòriament rectangular, sent la seva llargària d'entre 90 i 120 metres, i la seva amplada d'entre 45 i 90 metres. Tot el perímetre del terreny estarà envoltat per línies de 12 centímetres d'ample com a màxim.

## Mesures per a partits internacionals
La longitud ha d'estar compresa entre 100 i 110 metres com a mínim, i la seva amplària estarà limitada entre un mínim de 64 metres i un màxim de 75 metres.

## Mesures porteria

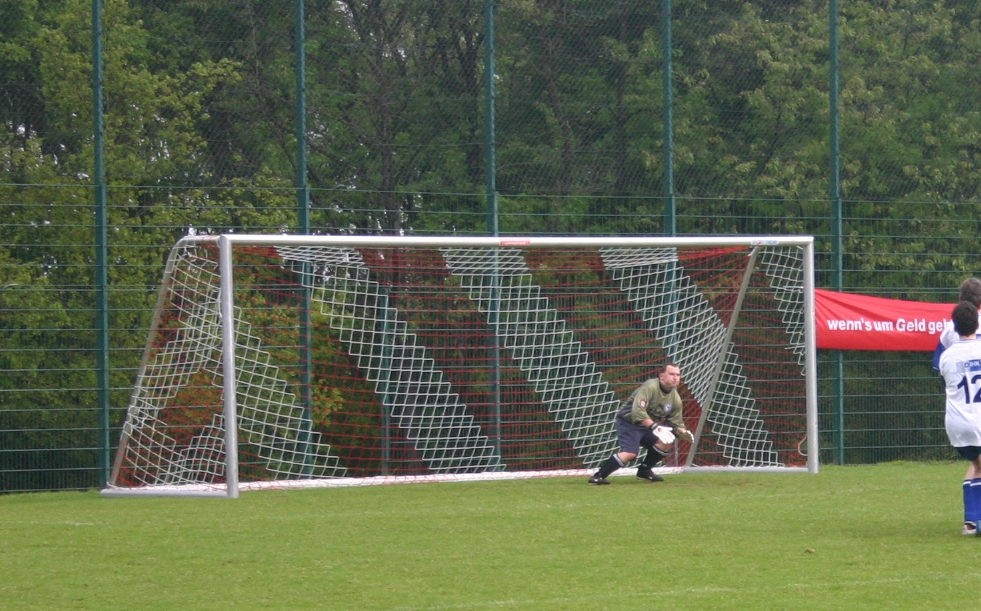
Porteria de futbol

Les mesures reglamentàries de les porteries d'un partit de futbol ha de ser, la distància entre els pals de 7,32 metres, i la distància de la vora inferior del travesser al sòl de 2,44 m.
Els pals i el travesser tindran la mateixa amplària i grossària, no superior a 12 cm, segons la nova normativa imposada per la FIFA.

## Àrea petita
Està delimitada per dues línies perpendiculars a la línia de meta, a 5,5 metres de la part interior de cada pal de meta.

## Àrea gran
Està delimitada per dues línies perpendiculars a la línia de meta, a 16,5 metres de la part interior de cada pal de meta.

## Àrea de córner
En cada cantonada es col·locarà un pal amb una banderola, per tal d'aquesta manera poder ajudar els assistents a l'hora de saber si surt pel córner, o cap a fora de banda, i l'altura mínima ha de ser d'1,5 m. D'aquesta manera, es podran col·locar banderoles en cada extrem de la línia de fora, a una distància mínima d'1 m a l'exterior de la línia de banda.